# 中央銀行発行デジタル通貨

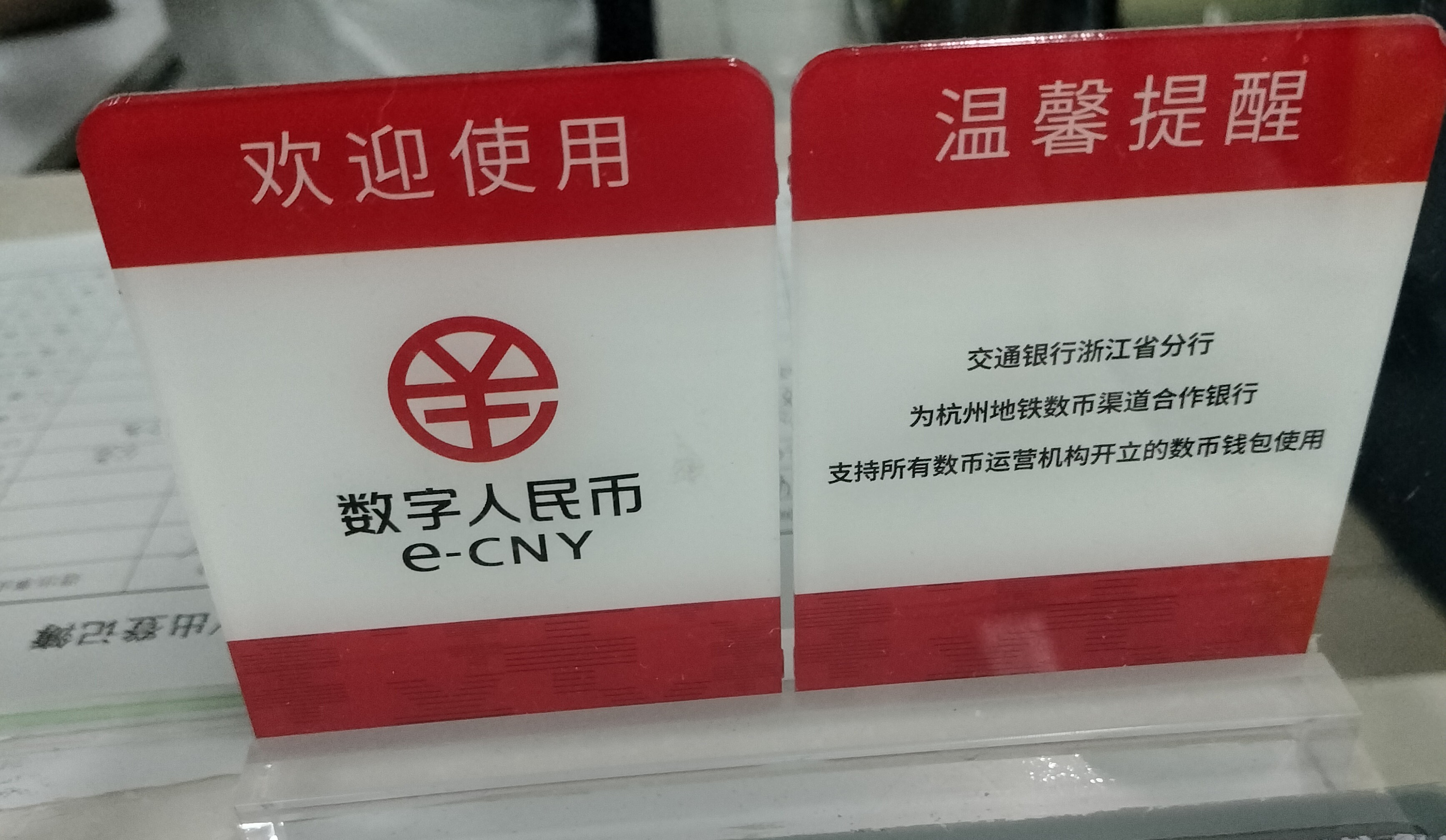
初めて主要な経済に受け入れられた中央銀行発行デジタル通貨である、デジタル人民元の引き受けを広告する中国の杭州地下鉄での標識。

中央銀行デジタル通貨（ちゅうおうぎんこうデジタルつうか、英: central bank digital currency, CBDC）あるいは中央銀行発行デジタル通貨（ちゅうおうぎんこうはっこうデジタルつうか）は、中央銀行が発行したデジタル通貨の一種でデジタル不換紙幣。
現在のCBDCの概念はビットコインに直接触発された通貨管理に由来するが、CBDCは「国家の中央銀行が中央集権的に発行する」という点で仮想通貨や暗号通貨とは異なる。

## 歴史

### 初期
1990年代、フィンランドのAvantプリペイド電子マネーカードなど中央銀行は以前に直接電子マネーを発行した。
現在の中央銀行デジタル通貨の概念は、ビットコインや類似のブロックチェーンを基にした、暗号通貨に触発されたものである。

### 2010年代
2015年9月、イングランド銀行はチーフエコノミストのアンドリュー・G・ハルダーンのブロックチェーンを基にした中央銀行通貨の講演で、マイナス金利を実施する可能性について議論した。2016年3月、金融政策担当副総裁ベン・ブロードベントのスピーチで、「中央銀行デジタル通貨」という言葉がおそらく初めて使われ、ビットコインによる直接のインスピレーションに言及した。
2016年11月、スウェーデンの中央銀行であるスウェーデン国立銀行は「E-クローナ」を討議し、2020年には「E-クローナ」の概念実証テストを開始した。
2017年11月、ウルグアイの中央銀行は、デジタルウルグアイ・ペソを発行テストを開始すると発表した。
2019年3月、東カリブ諸国機構参加各国の中央銀行である東カリブ海中央銀行は、バルバドスに拠点を置くフィンテック企業Bittと、パイロットCBDCプロジェクトに参加すると発表した。
ユーロ圏では、スペインの中央銀行であるスペイン銀行の元総裁オルドネスが、デジタルユーロの導入を求めてきたが、2018年9月現在、欧州中央銀行（ECB）はそのような可能性を否定しているが、2019年12月、ECBは「ECBはまた、物理的な現金の使用が最終的に減少したとしても、中央銀行デジタル通貨（CBDC）を発行することの費用と便益を引き続き評価する。CBDCは一般の人々が中央銀行の貨幣を使用できるようにする可能性がある」と述べている。

### 2020年代
2020年7月23日、リトアニア中央銀行により制御されたCBDC実験の一部としてリトアニアの独立記念デジタルコインLBCoinが発行された。LBCoinはブロックチェーン上で発行された24000トークン及び物理的な記念硬貨4000枚で構成される。リトアニア中央銀行のオンラインショップで1トークンあたり19.18ユーロで販売された。記念硬貨ではあるが、「正式に発行された中央銀行デジタル通貨としては世界初」である。
2020年10月9日、中国人民銀行は深圳市において1000万人民元（約1.5億円相当）のデジタル人民元を発行する初の公開実験を行った。これを皮切りに中国は2014年から開発してきたデジタル人民元の利用を拡大させ、主要国では初めて中銀デジタル通貨を普及させた国となった。
2020年10月9日、日本銀行は「中央銀行デジタル通貨に関する日本銀行の取り組み方針」を発表した。現時点で中央銀行デジタル通貨を発行する計画はないが、準備だけは進めるとした。また、日本やヨーロッパなどの中央銀行と共に「中央銀行デジタル通貨：基本的な原則と特性」も発表した。
2020年10月20日、アメリカ合衆国の中央銀行に相当するFRBは、導入の1番手になるつもりはないが、研究は続けるとした。
2020年10月20日、バハマ中央銀行はデジタルバハマ・ドル（Bahamian dollar）のサンド・ドル（sand dollar）を発行した。
2020年10月28日、カンボジア国立銀行はデジタルリエルのバコン（Bakong）を発行した。
2023年2月7日、イギリスでデジタル通貨への移行について議論となった。大蔵省とイングランド銀行は、政府の管理下で、デジタルポンドが2025年以降に導入される可能性が高いと述べている。2週間後、スイスの市民団体が電子決済により国家による国民の行動の監視が容易になるのではないかとの懸念を示したため、スイス政府はキャッシュレスに関する国民投票を実施した。
2025年1月23日、アメリカ合衆国のドナルド・トランプ大統領は、CDBCはアメリカの主権を脅かすなどの理由で、ジョー・バイデン前大統領が2022年3月9日に署名したアメリカ合衆国ドルのデジタル化推進を研究するとした大統領令14067号を取り消し、仮想通貨に注力するとした大統領令14178号に署名。

## 実装
中央銀行デジタル通貨は、中央銀行、政府、または承認された民間部門の事業体が運営するデータベースを使って実装される可能性が高い。データベースは、適切なプライバシーと暗号化保護を備えた人や企業などのあらゆる事業体が保有する金額の記録を保持する。暗号通貨とは対照的に、中央銀行デジタル通貨は、たとえそれが分散データベース上にあったとしても中央管理型であり、したがってブロックチェーンまたはその他の分散型元帳は、それらがコンセプトの元のインスピレーションであったとしても、必要とされず有用ではない。

### 日本銀行
日本銀行は以下の2種類に分類している。
ホールセール型（wholesale）
金融機関の利用に限定する方法。分散型台帳技術を活用する。
一般利用型（general purpose）
一般の個人や法人が利用する。日本銀行としては民間の金融機関を経由して間接的に提供する。法定通貨として、日本銀行券や政府発行貨幣（硬貨）と同様に「強制通用力」を持たせる。日本銀行は「日本はキャッシュレス化が進んでいないため、導入は他国よりも遅れるのではないか」としている。
"デジタル円"の通称で導入の検討を進めており、アプリを通じて決済や送金などを行なうことを想定している。「CBDCに関する関係府省庁・日本銀行連絡会議」（財務省を中心に関係府省庁が参加）で制度設計を進めており、2025年5月に第2次中間整理として検討内容を公表している。

### 政府発行
中央銀行ではなく政府が発行したデジタル通貨も存在した。2017年12月、ベネズエラ政府はペトロの発行を発表。政府は利用促進策を打つなど普及を試みたが利用が伸びることはなく、2024年1月15日をもって廃止された。

### 危険性
利益の可能性があるにもかかわらず、中央銀行発行デジタル通貨には逆の論点が残る。そしてこれらの実装に関係する危険性がある。
- 銀行システムの媒介不活性化 - その国民への直接的なデジタル通貨の供給する能力により、一つの問題は銀行システムからのシフトアウトになる移り変わりであることである[35]。
- 中央集権化 - 多くの暗号通貨のように非中央集権化されているというよりはむしろ、多くの中央銀行発行デジタル通貨は中央集権化されているので、中央銀行発行デジタル通貨の発行者はスイッチの切替えによって任意の者の口座から金銭を加除しうる。
- デジタルドル化 - よく機能する民間を含む外国のデジタル通貨はこれらの通貨置換（英語版）において述べられる同じ理由によって地域通貨の代替物になりうる[36]。
- プライバシー - 「各人の消費に関する鳥瞰の」[37]、「金融取引の可視性を政府は直接に持つ」[38]。
- 政府の社会操作 - デジタル通貨は「単なる監視国家の拡大になりうるだろう」[38]。

## mBridge
中央銀行デジタル通貨を使用したリアルタイム、Peer to Peer、国境を越えた支払い、外国為替取引をサポートするために開発されたマルチCBDCプラットフォーム。